# Storm (альбом)
Storm (рус. «Шторм», «Буря») — шестой студийный альбом норвежской готик-метал-группы Theatre of Tragedy, выпущенный 27 марта 2006 года на лейбле AFM Records.
Storm был записан с Нелль Сигланд (англ. Nell Sigland), новой вокалисткой группы, которая заменила уволенную до этого Лив Кристин. Звучание альбома вновь возвращается к готическому металу, но более лёгкому и оптимистичному, чем в первых альбомах Theatre of Tragedy.
Обложка была нарисована Томасом Эверхардом (англ. Thomas Ewerhard), который также занимался разработкой обложек к альбомам Assembly и Forever Is the World.
Продюсером альбома выступил Рико Дарум (англ. Rico Darum), а микшированием занимался Грэг Рили (англ. Greg Reely) (работавший с такими командами как Paradise Lost, Fear Factory, Front Line Assembly, Skinny Puppy и др.) в студии Green Jacket Studios, в Ричмонде, в Канаде.

## Список композиций
| №   | Название         | Длительность |
| --- | ---------------- | ------------ |
| 1.  | «Storm»          | 3:46         |
| 2.  | «Silence»        | 3:47         |
| 3.  | «Ashes & Dreams» | 4:06         |
| 4.  | «Voices»         | 3:30         |
| 5.  | «Fade»           | 5:58         |
| 6.  | «Begin & End»    | 4:27         |
| 7.  | «Senseless»      | 4:33         |
| 8.  | «Exile»          | 4:02         |
| 9.  | «Disintegration» | 4:48         |
| 10. | «Debris»         | 5:03         |

| №   | Название                   | Длительность |
| --- | -------------------------- | ------------ |
| 7.  | «Highlights»               | 4:00         |
| 12. | «Beauty in Deconstruction» | 4:57         |
| 13. | «Storm (Tornado Mix)»      | 5:23         |

## Участники записи
- Нелль Сигланд — вокал
- Рамонн Истван Рохонюй — вокал
- Франк Клёуссен — гитара
- Вегард К. Торсен — гитара
- Лорентс Аспен — пианино, клавишные
- Хейн Фроде Хансен — ударные